# Manuel Cardoni
Manuel Cardoni est un footballeur international luxembourgeois, né le 22 septembre 1972 à Esch-sur-Alzette.

Il est actuellement entraîneur adjoint à l'US Rumelange en D2 Luxembourgeoise.
Il est le fils de Furio Cardoni, joueur de football luxembourgeois des années 1970.

## Carrière
Formé à l'US Rumelange, c'est en rejoignant l'AS La Jeunesse d'Esch en 1992 qu'il devient un joueur important du Championnat luxembourgeois en gagnant le titre en 1995 et en 1996 assortit à chaque fois de celui du meilleur joueur du Luxembourg.
En 1996 il rejoint le Bayer Leverkusen et devient le 3e luxembourgeois à intégrer le championnat allemand après Nico Braun et Robby Langers. Mais en deux saisons au club, il ne fait qu'une seule apparition avec l'équipe première le 28 août 1996 contre le Bayern Munich, et n'est donc que pour très peu dans l'obtention du titre de vice-champion 1997.
Il retourne à la Jeunesse d'Esch dès la saison 1998-1999 et glane le championnat plus la coupe pour son retour en emportant une fois de plus le titre de meilleur joueur du championnat. Il récidive une dernière fois en 2004.
En 2006, il revient à ses débuts en devenant entraîneur-joueur à l'US Rumelange qui évolue en 2e division luxembourgeoise. En 2008, il met fin à sa carrière de joueur et prend le poste d'entraîneur adjoint dans ce même club.

## Sélection nationale
Il fait ses débuts avec sa sélection le 20 mai 1993 contre l'Islande dans le cadre des qualifications pour le mondial 1994. 
Il totalise 68 rencontres internationales pour 5 buts, et a joué 22 matchs de qualifications à une phase finale de coupe du monde.
Il prend sa retraite internationale à l'issue d'une rencontre contre le Liechtenstein le 13 octobre 2004 perdue 4 buts à 0
| #  | Date       | Lieu       | Adversaire      | But | Score final | Compétition                       |
| -- | ---------- | ---------- | --------------- | --- | ----------- | --------------------------------- |
| 1. | 22/02/1995 | Ta' Qali   | Malte           | 55e | 0–1         | Éliminatoires Euro 1996           |
| 2. | 13/03/1996 | Luxembourg | Suisse          | 8e  | 1–1         | Amical                            |
| 3. | 23/02/2000 | Luxembourg | Irlande du Nord | 41e | 1–3         | Amical                            |
| 4. | 17/04/2002 | Hesperange | Liechtenstein   | 83e | 3–3         | Amical                            |
| 5. | 08/09/2004 | Luxembourg | Lettonie        | 62e | 3–4         | Éliminatoires Coupe du monde 2006 |

## Palmarès
- Championnat du Luxembourg:
  - Champion : 1995, 1996, 1999 et 2004 (avec l'AS La Jeunesse d'Esch)

- Coupe du Luxembourg:
  - Vainqueur: 1999 et 2000 (avec l'AS La Jeunesse d'Esch)

- Championnat d'Allemagne :
  - Vice-champion : 1997 (avec le Bayer Leverkusen)

- Joueur du Luxembourg de l'année : 1995, 1996, 1999 et 2000.